# Сердце-обличитель
«Се́рдце-обличи́тель» (англ. The Tell-Tale Heart) — один из «страшных» рассказов Эдгара Аллана По, впервые опубликованный в журнале Джеймса Расселла Лоуэлла The Pioneer в 1843 году.
Повествование ведётся от лица безымянного рассказчика, убившего старика, с которым он жил под одной крышей. Рассказчик настаивает на своей вменяемости, объясняя преступление тем, что у старика был дурной «глаз грифа» с бельмом, вид которого приводил убийцу в бешенство. В своей исповеди рассказчик подробно описывает путь, приведший его к преступлению и последующему разоблачению: убийца сам выдал себя полицейским, так как якобы слышал громкий стук сердца жертвы из-под половиц и был уверен, что полицейские также его слышат.
«Сердце-обличитель» — наглядный пример воплощения теории Эдгара По о том, как нужно писать короткие истории. Рассказ предельно минималистичен, автор отсекает всё лишнее, оставляя лишь самое необходимое для изложения сути истории. Произведение оставляет много пространства для воображения читателя, что создаёт иронический контраст с предельно скрупулёзным описанием самого преступления. Центральное место в рассказе занимают два ёмких символа — глаз и сердце. Первый из них типичен для текстов По, второй — для романтической традиции в целом. Рассказом «Сердце-обличитель» По начинает цикл новелл, посвящённых теме саморазоблачения под влиянием «беса противоречия». Среди литературоведов широко распространено мнение, что опыты По в этом направлении стали отправной точкой для ряда идей Достоевского, а также оказали влияние на других крупных авторов.
«Сердце-обличитель» — одно из самых знаменитых произведений Эдгара По, история признана классикой готического жанра и часто экранизируется.

## Сюжет

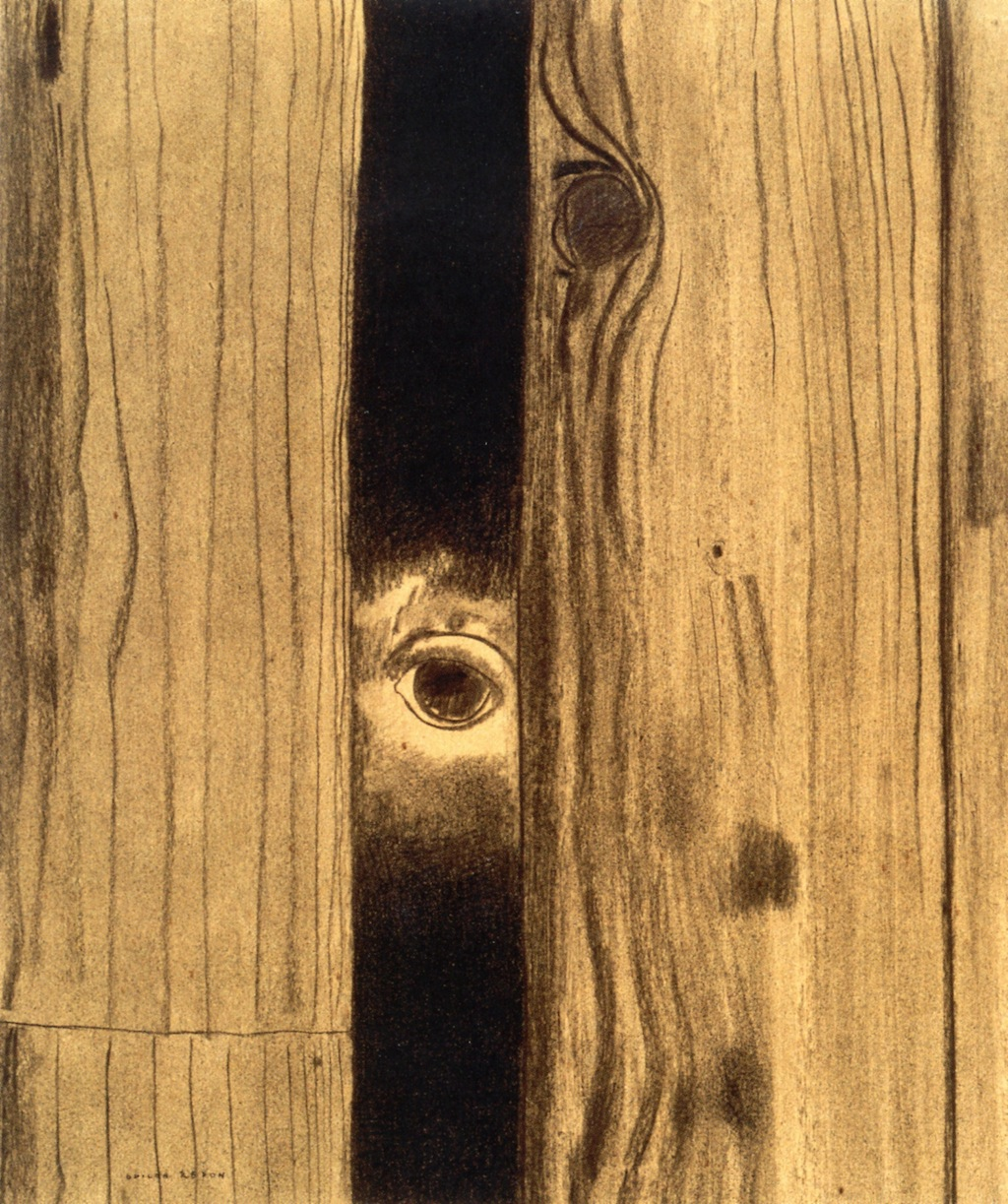
Иллюстрацию Одилона Редона (1883) можно трактовать двояко: либо это глаз убийцы, заглядывающего в комнату через деревянную дверь, либо глаз мёртвого старика виден сквозь половицы

Повествование в рассказе «Сердце-обличитель» ведётся от первого лица. В начале произведения рассказчик утверждает, что он не сумасшедший, хотя и страдает от некой болезни, которую называет «обострёнными ощущениями». Особенно сильно у него обострён слух — настолько, что иногда он даже «слышит ад». Рассказчик сообщает, что жил в одном доме со стариком (вероятно, владельцем дома). У них был сосед, который, возможно, даже жил в том же доме, за стеной.
Рассказчик, по его словам, хорошо относился к старику, любил его и никогда не желал завладеть его богатствами, но его приводил в бешенство вид бледного, мертвенно-голубого глаза старика, затянутого плёнкой и напоминающего глаз грифа. Именно из-за этого глаза герой и решился на убийство.
Убийца долго и тщательно готовился: в течение недели в одно и то же время открывал дверь в комнату старика и наблюдал за спящим. На восьмую ночь старик проснулся от резкого звука и пришёл в ужас, однако спустя некоторое время успокоился и снова лёг. Убийца приоткрыл заслонку фонаря, и тонкий луч света упал прямо на слепой глаз старика; вдруг задвижка фонаря щёлкнула, и рассказчик услышал частый стук сердца встревоженной жертвы, который становился всё громче и громче. Испугавшись, что этот звук привлечёт внимание соседа, убийца с воплем набросился на старика; тот успел один раз вскрикнуть, но рассказчик «стащил его на пол и придавил тяжёлой кроватью», задушив жертву. Сердце старика замолкло.
Искусно и осторожно убийца спрятал труп под половицами в комнате. Действовал он так умело, что даже кровь не пришлось замывать: не осталось никаких следов.
Ночь подходила к концу, когда в дом пришли трое полицейских: сосед услышал крик и вызвал их. Убийца вёл себя спокойно: сказал, что сам вскрикнул во сне, а старик уехал из города. Полицейские поверили ему, но всё же осмотрели дом. Убийца провёл их по всем комнатам, а в той, где был спрятан труп, они расположились за непринуждённой беседой. Казалось, опасность миновала, но вдруг убийца вновь услышал стук сердца своей жертвы из-под половиц. Стук всё нарастал и был настолько отчётливым и громким, что убийца решил, будто полицейские также слышат его. Стараясь отвлечь их и заглушить звук, он стал говорить всё громче, затем кричать, сыпать проклятиями, стучать мебелью, но ничего не помогало: стук сердца-обличителя не удавалось перекричать. Будучи уверен, что полицейские обо всём догадались и притворяются, что ничего не слышат, издеваясь над ним, убийца сознался в преступлении, умоляя поднять доски и заставить замолчать стучащее под ними сердце.

## Художественные особенности произведения
Этот рассказ Эдгара По предельно минималистичен. Автор отсекает всё лишнее, оставляя лишь самое необходимое для изложения сути рассказанной им истории. С самого начала новеллы каждое её слово служит одной цели — интенсивному продвижению вперёд по сюжету. «Сердце-обличитель» — наглядный пример воплощения теории Эдгара По о том, как нужно писать короткие рассказы.
Повествование начинается in medias res: с момента, когда события уже в разгаре. Убийца, от лица которого ведётся рассказ, излагает свою историю какому-то собеседнику, которым может быть следователь, судья, сокамерник или охранник в тюрьме, журналист, сосед по палате или психиатр в больнице. Однозначно выяснить, кто является слушателем, невозможно.
Специфика отношений между стариком и его убийцей в рассказе также не уточняется. Неизвестными читателю остаются их имена, положение в обществе, род деятельности, место жительства. В оригинальном тексте Эдгара По отсутствуют и указания на пол преступника благодаря особенностям грамматики английского языка. В рассказе нет ничего, что подразумевало бы принадлежность протагониста к мужскому полу, автор избегает описаний деталей его одежды, рода его занятий и других подробностей. В переводе на многие языки, в том числе и на русский, сохранить эту неопределённость невозможно, и рассказ традиционно ведётся от лица мужчины. Впрочем, эта традиция поддерживается и в англоязычной среде: в экранизациях и радиопостановках новеллы, а также художниками-иллюстраторами. Но преступник вполне мог быть и женщиной, молодой или пожилой, и такое предположение открывает несколько дополнительных вариантов прочтения рассказа. Неопределённость взаимоотношений героев создаёт иронический контраст с детальным изложением сюжета. Однако кое-что об этих взаимоотношениях всё же можно сказать.

### Глаз как метафора связи героев

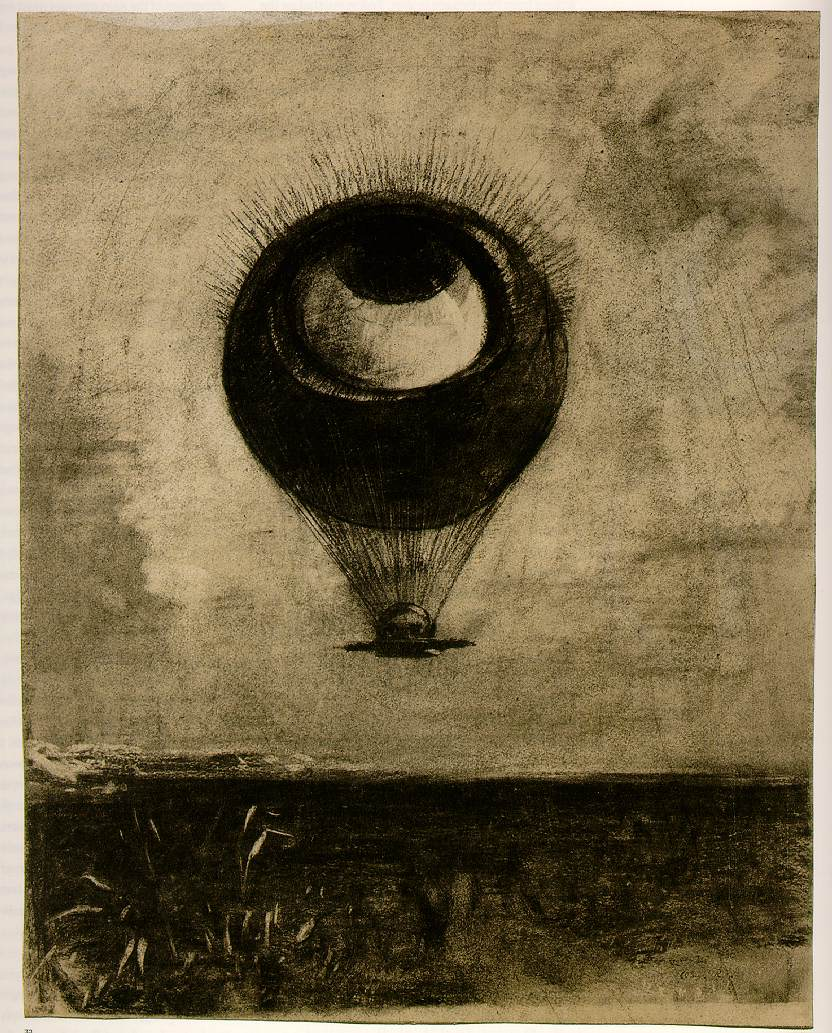
Одилон Редон. «Глаз, как странный воздушный шар, устремляется в бесконечность». Из альбома, посвящённого Эдгару По (1882)

Канал связи убийцы и жертвы — «глаз грифа» (vulture eye). Гриф — птица, с одной стороны, хищная, а с другой — питающаяся падалью, связанная со смертью и разложением. Возможно, убийца находился в подчинении у старика, по меньшей мере психологическом, или, во всяком случае, так воспринимал своё положение. Вероятно, он был либо пленником старого колдуна, либо слугой в доме старика, либо, как чаще предполагают, его сыном, и тогда глаз старика символизирует отцовский надзор и, возможно, навязывание своих принципов. Стремление же закрыть «глаз грифа» при такой трактовке символизирует освобождение воли и совести убийцы от оков власти старика. Глаз также может обозначать какую-то тайну, связывающую двух героев. Семь ночей подряд рассказчик не решался убить старика, когда его глаз был закрыт, и только когда он увидел открытый глаз, словно незапертую дверь в душу или к тайнам старика, преступление совершилось.
Глазам вообще отведено особое место в пространстве Эдгара По. Они настолько притягательны для писателя, что психоаналитик Мари Бонапарт называет По «фетишистом», когда дело касается глаз. В рассказе «Лигейя» (1838), относимом ещё к первому творческому периоду По, периоду «арабесок», он воспевает глаза прекрасной женщины. Согласно Джону Инграму, эти глаза являлись писателю во сне. Бонапарт же добавляет, что это, вероятно, глаза его матери, которую Эдгар потерял в раннем детстве. Но чаще По привлекают совсем другие глаза: пристально вглядывающиеся, изучающие и даже воздействующие. Именно такими глазами («Who alterest all things with thy peering eyes») у По смотрит на мир наука (ранний «Сонет к науке», 1829). Поэт-лауреат США Ричард Уилбер даже предположил, что новелла «Сердце-обличитель» представляет собой этот же сонет, только аллегорически переиначенный. В сонете По рисует картину столкновения точного знания и воображения. В «Сердце-обличителе», по мнению Уилбера, старик представляет научное познание, а рассказчик — познание интуитивное.
По мнению критиков, глаза в произведениях По обычно вселяют беспокойство, тревогу, а порой и ужас. В них опасность, рок, подчас сама смерть. И очень часто в таких случаях По говорит об одном глазе — оке. Это и огненный глаз адского коня в самом первом рассказе писателя («Метценгерштейн», 1832), и пустая глазница человеческого черепа, через которую тянется нить к разгадке тайны («Золотой жук», 1843), и увлекающее в бездну гигантское чёрное око океана («Низвержение в Мальстрём», 1841). Но наибольшее, фактически центральное место глазу отведено в двух рассказах По, написанных в одно время и во многих аспектах составляющих пару: «Сердце-обличитель» и «Чёрный кот» (1843). По мнению Хулио Кортасара, эти произведения с характерной для них фиксацией на мотиве мёртвого или вырезанного «глаза жертвы» отчётливо свидетельствуют о садистической одержимости их автора.
Лишь однажды в ходе своей исповеди убийца называет глаз старика именем собственным — «Evil Eye» («Злой Глаз» или «Око Зла»). Представление о таком оке вполне типично для романтической традиции, но в данном случае этот эпитет не вполне применим. Ведь старик хоть и способен контролировать рассказчика через свой «глаз грифа», но вовсе не выглядит средоточием мирового зла — наоборот, убийца питает к нему тёплые чувства. По мнению ряда критиков, всё это неслучайно: здесь скрыт ключ к прочтению рассказа. Сочетание «Evil Eye» созвучно другому — «Evil I» («Злой Я»), убийца в этом месте «проговорился». В таком случае после рассказа «Вильям Вильсон» (1839) По снова возвращается к идее метафизического убийства собственного «плохого» двойника. Эта версия подтверждается осведомлённостью убийцы о переживаниях своей жертвы: он путает свой страх с ужасом старика и даже собственное сердцебиение принимает за стук его сердца.
Критики предполагают, что глаз принадлежит старику лишь формально, существуя как бы отдельно от него. Это, с одной стороны, слепой глаз — он затянут плёнкой, и старик не чувствует тонкий, как паутина, луч света, направленный прямо в этот глаз. Но «глаз грифа» обладает иным зрением, проникающим в суть вещей и в душу убийцы. Такой вывод можно сделать из фразы убийцы о сделанном им тайнике: «ни один человеческий глаз — ни даже его глаз — не смог бы ничего заметить» (no human eye — not even his — could have detected any wrong). Слово «его» выделено автором; рассказчик, по первому впечатлению, говорит о старике. Однако, если предположить, что речь идёт о Всевидящем Оке, то от принятого обозначения Бога (Он) написание отличается только строчной буквой вместо прописной. Если рассказ представляет собой запись исповеди убийцы, сделанную кем-то на слух, то такие описки («Evil Eye» вместо «evil I», «his» вместо «His») объяснимы.
Всевидящее Око (Око Провидения) изображено на одном из государственных символов Соединённых Штатов, на обратной стороне Большой печати, в то время как на лицевой представлен белоголовый орлан с головой, повёрнутой влево, так что виден только один его глаз. Это птица одного семейства с грифами, хотя отличия между ними не меньше, чем сходства. Можно предположить, что в этих совпадениях кроется политическая сатира, которой По не пренебрегал, но весь строй рассказа говорит против этой версии. Также не выдерживают критики попытки отыскать прототип старика среди одноглазых мифологических персонажей (циклопы) или языческих богов (Один).

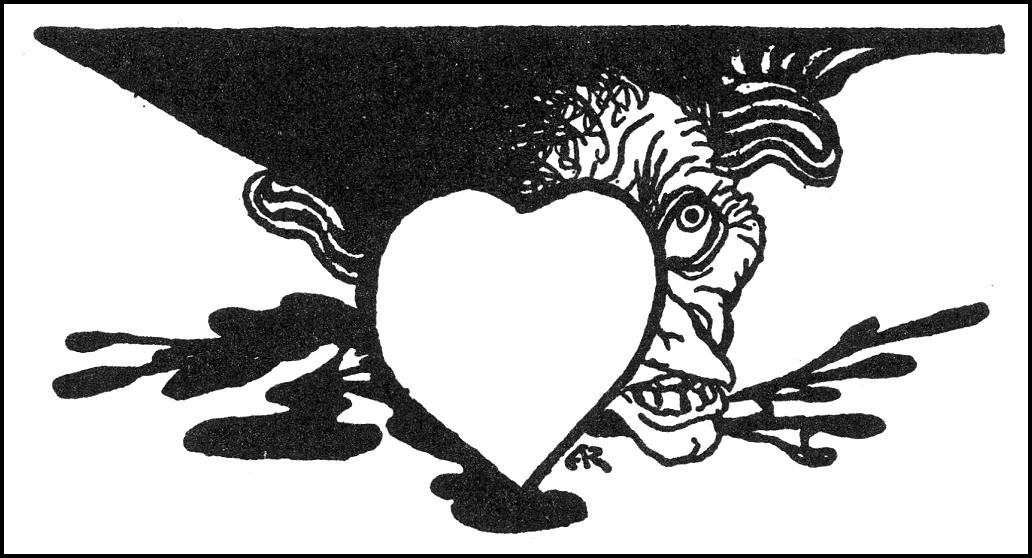
Сердце и глаз — два центральных символа рассказа. Рисунок Артура Рэкема (1935)

Но чьим бы ни был пресловутый глаз, убийца стремится не только от него избавиться, но и занять место наблюдателя. У него даже есть собственный искусственный глаз — фонарь с узкой шторкой, способный направлять «взгляд» (тончайший луч света) в кромешной тьме. И хотя убийца находится во власти природного глаза старика, при прямом столкновении побеждают глаз рукотворный и его обладатель, пусть победа эта и оказывается лишь временной. Убийца с помощью фонаря целые ночи напролёт подглядывает за спящим стариком. Метафора глаза-фонаря имеет прямую связь с темой вуайеризма, часто в произведениях По сочетающейся с садизмом. В рассказе «Вильям Вильсон» (1839), где, кстати, также исследуется природа человека, главный герой тоже смотрит на своего спящего двойника, которого ему суждено убить, погубив и себя. Огюст Дюпен, герой-детектив нового типа, изобретённый По и явно ему симпатичный, признаётся, что «для него в сердце многих людей есть открытое окно», а одно из любимых его занятий — «подслушивание» чужих мыслей (с помощью тщательного наблюдения за человеком). Садистическая сцена в «Убийстве на улице Морг» также подана как вуайеристская: герой, а вслед за ним и читатель подглядывают за ней через окно.
Смысловое отделение глаза от его обладателя в рассказе «Сердце-обличитель» и механическое его отделение, посредством вырезания, в рассказе «Чёрный кот» знаменуют ещё одну постоянную для По тему — деконструкцию живого или мёртвого тела, часто вызванную мономанией к его фрагментам. В рассказе «Береника» (1835) таким фетишем для рассказчика становятся зубы любимой женщины. В «Убийстве на улице Морг» происходит травматическое отделение женской головы от тела. В сатирической новелле «Человек, которого изрубили в куски» (1839) тема тотального расчленения и самодеконструкции занимает центральное место, благодаря ей вся история становится почти фарсовой. Что касается рассказа «Сердце-обличитель», то здесь убийца также полностью расчленяет свою жертву, отсекая руки, ноги и голову. Несмотря на то, что в тексте отсутствует упоминание об извлечении сердца старика, заключительная фраза истории («вот здесь, здесь! — вы слышите, это бьётся его проклятое сердце!») часто наводит иллюстраторов и постановщиков на мысль об изображении убийцы с трепещущим сердцем в руках. Сердце, наравне с глазом, представляет центральный символ рассказа.

### Сердце как метафора времени

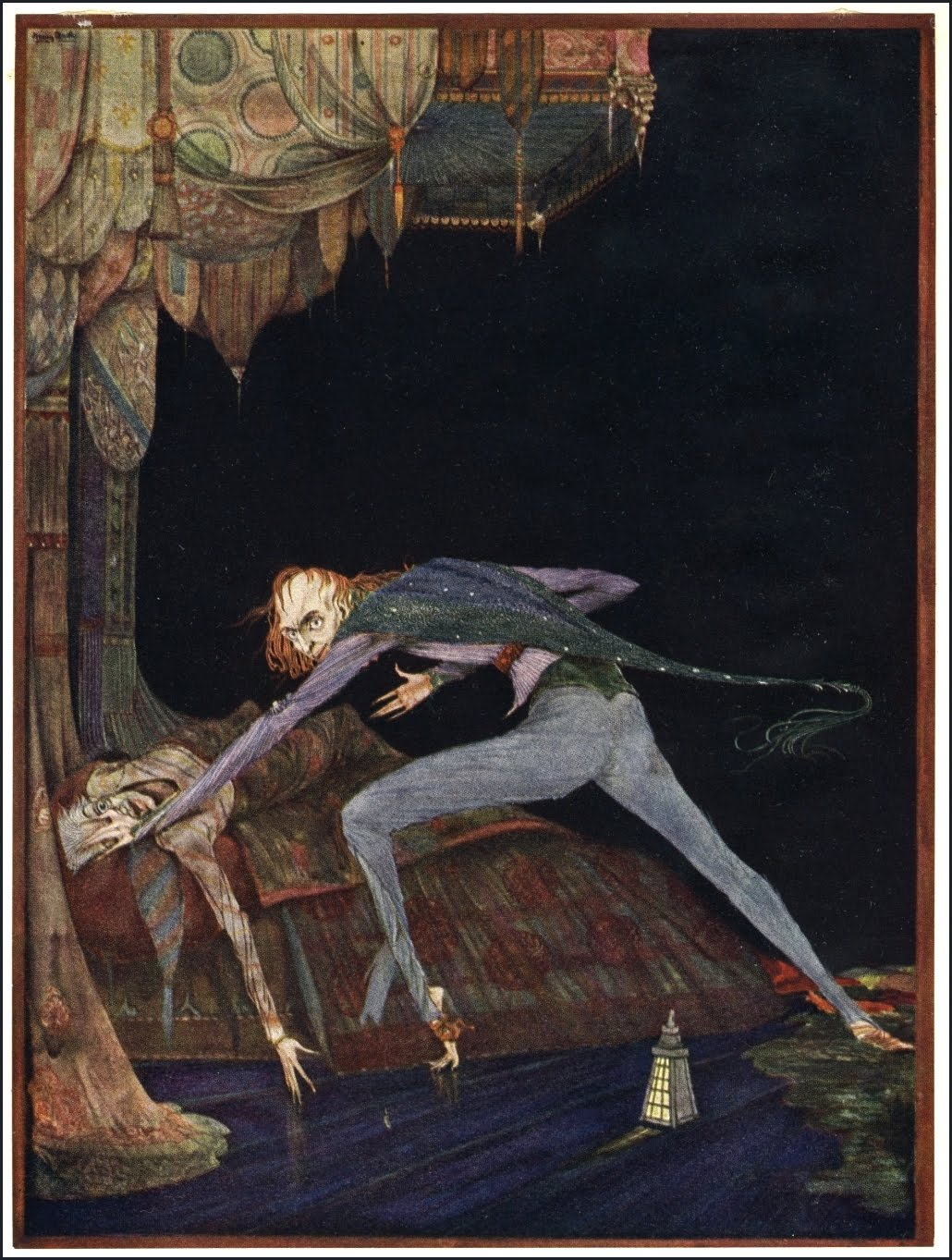
Иллюстрация Гарри Кларка (1919) выполнена в виде циферблата часов. «Стрелка» (рука убийцы) направлена на глаз старика

По вводит в структуру рассказа своеобразные манипуляции со временем, и эти манипуляции тесно связаны с бьющимся сердцем. Время сжимается и растягивается, пульсируя вместе с ним. Но время также символизирует и смерть, а сам убийца действует как часть слаженного часового механизма. Таким образом, сердце — символ жизни — опосредованно, через время, оказывается и символом смерти.
Воспоминания убийцы охватывают целую неделю: каждую полночь, всегда в одну и ту же минуту, будто кукушка в настенных часах, он открывает дверь в спальню старика и долго смотрит на спящего, «прислушиваясь к часам смерти за стеной» (hearkening to the death watches in the wall). Время почти замирает: «Минутная стрелка на часах двигалась скорее, чем моя рука». Таким образом, рука убийцы связана с часовой стрелкой. На восьмую ночь происходит давно ожидаемое и одновременно неожиданное для рассказчика событие: он видит открытый глаз старика. Часовая стрелка совпадает с выставленной стариком стрелкой «боя». «Часы» рассказа начинают «бить» созвучно биению сердца старика, а время над всей этой сценой в комнате будто само переживает коллапс, «сердечный приступ». Оно резко сжимается в единый миг: «В одно мгновение я стащил его на пол и закрыл тяжёлой периной»; рука-стрелка совершает убийство, и определённый временной отрезок возвещает смерть: «Час старика настал!» (The old man’s hour had come!) Затем этот «инфаркт» времени отступает, оно вновь плавно растягивается: «Ещё много минут сердце старика билось с глухим шумом». Систола рассказа сменяется диастолой, раздавив старика.
Второй приступ настигает рассказчика к концу повествования. Он снова слышит нарастающее тиканье сердца-часов, теперь к учащающемуся пульсу добавляется ещё и сильная «аритмия» — рассказчик постоянно сбивает ритм повествования, вставляя панические восклицания «Ну что мне было делать?», «О, господи! да что же мне делать?». Словно бы сама новелла задыхается и агонизирует в предчувствии скорого конца. Нет сомнений, что убийца погиб бы вслед за своей жертвой, если бы не совершил признание, позволившее времени и смерти от него отступиться.
Дыхание Вселенной, биение вселенской жизни, восприятие мира как тела божества — излюбленные мотивы эпохи романтизма, но, по словам Жана Старобинского, «никто не связывал физический закон — систолы и диастолы — в его широчайшем измерении теснее, чем Эдгар По». В своей философской поэме «Эврика» (1848) По писал:

…Поступательные движения, которые мы здесь дерзали созерцать, будут возобновляться и впредь, и впредь, и впредь; что новая Вселенная возрастёт в бытие и потом погрузится в ничто с новым биением Божеского Сердца. И теперь — это Божеское Сердце — что́ есть оно? Оно наше собственное.
Оригинальный текст (англ.)...That the processes we have here ventured to contemplate will be renewed forever, and forever, and forever; a novel Universe swelling into existence, and then subsiding into nothingness, at every throb of the Heart Divine? And now — this Heart Divine — what is it? — It is our own.
— Эдгар По, «Эврика»

### Мотив преступления и вина убийцы
Первое слово рассказа — восклицание «Правда!» (англ. True!) — говорит о том, что рассказчик допускает свою вину. С первых строк, из которых читатель ещё ничего не узнаёт о сути происшествия, автор захватывает его внимание, так как рассказчик начинает лихорадочно оправдываться и искать смягчающие его вину обстоятельства. Убийца, очевидно, сам пытается разобраться в причинах произошедшего и потому силится рассказать всё в мельчайших подробностях. В результате его повествование превращается в препарирование ужасного события, с которым он столкнулся.
Движущей силой новеллы выступают не настойчивые заявления преступника о своей невиновности, что достаточно типично для рассказов с криминальным сюжетом, а заверения в том, что он «вменяем», что он не сумасшедший. Убийца сам не замечает, что этим фактически признаёт свою вину, не отрицая её; это, в свою очередь, порождает сомнения и в его адекватности, ведь он пытается доказать не самое существенное для себя в данный момент, явно не ориентируясь в оценке содеянного и неверно расставляя приоритеты. Само же отрицание своего безумия он аргументирует систематичностью, продуманностью, точностью и, в особенности, «хитростью» своих действий: «Вы засмеялись бы, если бы увидели, как хитро я делал это<…>. Никогда до этой ночи я не чувствовал всего объёма моих сил, моей хитрости». Кроме самооправдания, всё это нужно герою, чтобы найти рациональное объяснение своему иррациональному поведению.
Эта нарочитая рациональность, напротив, только подчёркивает недостаточность мотивации для убийства («Цели у меня не было никакой, страсти тоже никакой»). Несмотря на это, по собственному признанию рассказчика, идея убийства преследовала его днём и ночью. Заключительная сцена истории демонстрирует подсознательное чувство вины, которое проявилось в форме слуховой галлюцинации. Натура рассказчика раскрывается в момент наивысшего нервного напряжения, что характерно и для многих других героев готической литературы. Отчаянно отрицая собственное безумие, он с неопровержимостью его доказывает. Современников По эта дилемма должна была крайне заинтересовать, так как в 1840-е годы шли жаркие дебаты об освобождении от ответственности при невменяемости обвиняемого.
Однако ни загадочная предыстория убийства, ни мотивация к нему или способ его совершения не являются главными элементами новеллы. Автор сосредотачивается на создании картины «идеального преступления», когда, казалось бы, ничто не может выдать убийцу.

### Библейские мотивы в рассказе
Око Провидения на Большой печати заключено в треугольник, стороны которого символизируют христианскую Троицу. В рассказе также заметно присутствие числа 3: убийца прячет труп старика под тремя половицами, с момента совершения преступления до разоблачения преступника проходит около трёх часов, и, наконец, прибывающий в дом наряд составляют трое офицеров полиции — удивительно большой и представительный наряд для выяснения причин одного подозрительного вскрика. Сторонники прочтения рассказа как парафраза на библейские сюжеты и мораль указывают на фрагмент из Книги Бытия. К столетнему Аврааму приходят трое путников, в которых он узнаёт Бога. Бог сообщает Аврааму и его престарелой жене Сарре, что у них родится сын. Услышав об этом, они оба недоверчиво смеются. Сарра не сознаётся в причине своего смеха, но Богу известны её мысли. Маловероятно, что такие детали были заимствованы Эдгаром По из библейского сюжета, но можно допустить, что сама идея явления Провидения в виде трёх одинаковых фигур (ангелов, путников или, как в данном случае, полицейских) ему запомнилась и была воспроизведена в рассказе.
Хулио Кортасар прослеживает в рассказе «Сердце-обличитель» тему Каина, выражаемую в творчестве По трояко: в явном виде — в новелле «Бес противоречия»; через описание зрительных и слуховых галлюцинаций — в «Вильяме Вильсоне» и «Сердце-обличителе» соответственно. Рассматривая новеллы «Сердце-обличитель» и «Чёрный кот», Кортасар отмечает, что «изумительный лаконизм рассказов, их краткая нервная фразировка» (исп. una admirable concisión, un fraseo breve y nervioso) придают им выразительную силу и искренность исповеди.

## Рациональное прочтение рассказа
Рассказчик дважды заявляет, что страдает от особой болезни, при которой обостряется восприятие. Невозможно определить, насколько можно доверять этим утверждениям. Возможно, громкий стук сердца — плод воображения убийцы; может быть, он действительно страдает таким экзотическим недугом. Если последнее предположение верно, то можно найти рациональное объяснение услышанным им звукам: возможно, их издавали жуки-точильщики Xestobium rufovillosum, которых иногда называют «часами мертвецов». Рассказчик мог впервые услышать их перед убийством, когда в комнате старика повисла тревожная тишина. Услышать этих насекомых считается дурной приметой, предвещающей скорую смерть. Жуки одного из подвидов во время брачного ритуала стучат головами о деревянные поверхности; другие издают звуки, похожие на тиканье. Генри Дэвид Торо в 1838 году предположил, что иногда звуки, издаваемые ими, могут напоминать стук сердца. Однако с той же вероятностью звук, который слышал убийца, мог быть лишь галлюцинацией, игрой воспалённого воображения.

## Публикации рассказа

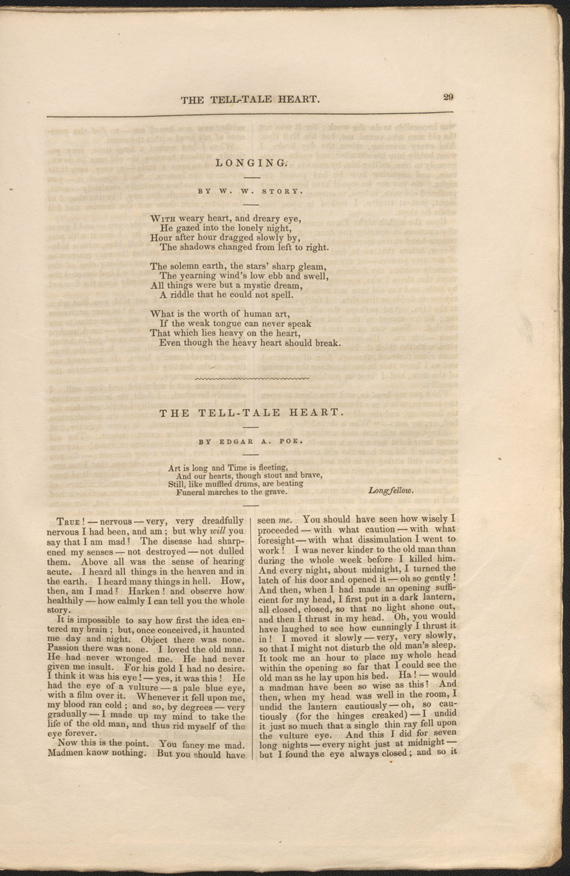
Первая публикация рассказа (с эпиграфом) в журнале The Pioneer

Сначала Эдгар По отправил рукопись редактору The Boston Miscellany Генри Такерману, но тот вернул рукопись автору, пожелав получить от него «что-нибудь более спокойное». Впервые новелла «Сердце-обличитель» была напечатана 1 января 1843 года в первом номере бостонского литературного ежемесячника The Pioneer, редактировавшегося писателем Джеймсом Расселлом Лоуэллом. Этой публикации предшествовала продолжительная переписка между автором и редактором. Поскольку Эдгар По часто доброжелательно отзывался о творчестве Лоуэлла, тот предоставил благосклонному критику карт-бланш на любое стихотворное или прозаическое произведение для публикации на страницах своего нового детища. За каждый напечатанный материал Лоуэлл обещал платить автору по 13 долларов. Больше всего его интересовали «хорошие рассказы (написанные с фантазией)»:

Ваш рассказ «Сердце-обличитель» будет помещён в моём первом номере. Г-н Такермэн (и тут, возможно, виновата Ваша статья об автографах) не захотел напечатать его в своём Miscellany, и я был рад заполучить эту вещь для себя. Быть может, отказ согласиться с его приговором изобличает во мне человека самонадеянного…
— из письма Джеймса Лоуэлла к Эдгару По
Похоже, однако, что гонорар Эдгара По за первую публикацию новеллы составил всего 10 долларов. Появление «Сердца-обличителя» в The Pioneer должно было стать «первой ласточкой» в длительных отношениях По с новым издателем, но вскоре после выхода первого номера журнала Лоуэлл заболел, а его заместитель повёл дела неумело. В результате вышло всего три выпуска The Pioneer: в февральском была напечатана поэма Эдгара По «Линор» (Lenore, 1843), а в мартовском — статья «Замечания об английской поэзии» (Notes Upon English Verse).
Ранние публикации рассказа включали эпиграф — цитату из поэмы Лонгфелло «Псалом жизни» (A Psalm of Life):

Путь далёк, а время мчится, — 

Не теряй в нём ничего. 

Помни, что биенье сердца — 

Погребальный марш его.
Оригинальный текст (англ.)
Art is long, and Time is fleeting, 

And our hearts, though stout and brave, 

Still, like muffled drums, are beating 

Funeral marches to the grave.
— Г. У. Лонгфелло (перевод И. А. Бунина)
Рассказ «Сердце-обиличитель» при жизни автора переиздавался несколько раз. Последняя прижизненная публикация появилась в газете Broadway Journal 23 августа 1845 года. Текст был немного отредактирован, а цитата из Лонгфелло — снята, так как По заподозрил того в плагиате. Чуть позднее, 27 августа, текст рассказа по этому изданию был перепечатан в газете Spirit of the Time (Филадельфия)
В 1857 году Шарль Бодлер включил французский перевод новеллы в сборник «Nouvelles Histoires extraordinaires».
Первая публикация рассказа на русском языке в переводе Дмитрия Михаловского состоялась в 1861 году, в первом выпуске журнала «Время». Там же впервые были напечатаны новеллы «Чёрный кот» (1843) и «Чёрт на ратуше» (1839). Публикацию предваряла заметка «Три рассказа Эдгара Поэ» Ф. М. Достоевского, высоко оценившего творчество американского писателя и назвавшего его «капризным талантом». В дальнейшем рассказ переводили Николай Шелгунов (1874), Константин Бальмонт (1895), Михаил Энгельгардт (1896), Владич Неделин (1970), Виктор Хинкис (1972) и другие. В различных переводах произведение известно под названиями «Сердце-изобличитель», «Сердце-предатель», «Сердце-доносчик».

## Место рассказа в творчестве Эдгара По
В новелле «Сердце-обличитель» По начинает разрабатывать новую для себя тему: так называемое «чувство противоречивости», приводящее сначала к преступлению, оказывающемуся «идеальным», а затем — к саморазоблачению в результате потери контроля над собой. Если в новелле «Сердце-обличитель» герой явно безумен, а мотивы его преступления абсолютно иррациональны, то в следующем рассказе — «Чёрный кот» (1843) — значительно меньше лаконичных условностей и гораздо больше реализма. Рассказчик подвержен вспышкам ярости, но вызваны они вполне реальной, а не фантастической болезнью, от которой долгие годы страдал и сам По, — алкоголизмом. Преступление героя материализовано в виде большого чёрного кота. Сначала кот оказывается жертвой — такой же невинной, как и старик. Рассказчик снова говорит о своей любви к жертве, и, кроме того, добавляется ответная любовь жертвы к нему. Именно эти любовь, невинность и беззащитность кота парадоксальным образом толкают рассказчика на преступление: сначала он калечит кота, вырезав ему один глаз, а через некоторое время вешает его на дереве. Но одноглазый кот появляется вновь: хотя это другое животное, он служит рассказчику живым укором за муки и смерть первого кота. Преступление словно отделяется от преступника и начинает жить своей жизнью, провоцируя на новые злодеяния. Из-за кота рассказчик убивает свою жену, а затем оказывается в руках полиции, причём вся его внутренняя «противоречивость» на этот раз сводится к простому бахвальству, тогда как «преступление кричит о себе само» истошным воплем кота, случайно замурованного вместе с трупом.
При своём третьем и последнем обращении к теме в рассказе «Бес противоречия» (1845) По представляет теорию «затягивающей бездны» осознания собственной безопасности в наиболее очищенном виде. Рассказ, вновь ведущийся от первого лица, представляет собой нечто среднее между художественным произведением с весьма условным сюжетом и философски-психологическим эссе. Рассказчик совершил «идеальное» убийство из корыстных мотивов, завладев имуществом своей жертвы. Никто даже не подозревает о самом факте преступления. Повествователь совершенно трезв и здоров, но порой подвержен — по его словам, как и все люди, — «припадкам противоречия». Спустя много лет после совершения преступления рассказчик, проходя по людной улице, случайно подумал о недоказуемости своей вины, о своей полной и абсолютной безопасности, о полном контроле над собственной судьбой — и тут же почувствовал непреодолимое желание сознаться в убийстве. Он бросился бежать, но напрасно — слова признания будто сами сорвались с его языка. Тема иррационального поведения человека в толпе также звучит в более раннем рассказе По «Человек толпы» (1840), который, до некоторой степени, можно рассматривать как парный к рассказу «Бес противоречия». Тема иррациональной мести раскрыта в новелле «Бочонок амонтильядо» (1846), где автор отходит от психологического натурализма «Сердца-обличителя» и «Чёрного кота», возвращаясь к эстетике «арабесок».
Кроме рассмотренных тем в «Сердце-обличителе» также звучат мотивы, характерные для многих произведений По, например «обострённое восприятие»: такой же болезнью страдает Родерик Ашер («Падение дома Ашеров», 1839), а в рассказе «Беседа Моноса и Уны» (1841) По описывает ощущения только что умершего человека, среди которых — необычайное обострение чувств. Мономания овладевает героями рассказов «Береника» (1835), «Человек толпы» (1840), «Овальный портрет» (1842). Антураж замкнутого пространства, навевающего клаустрофобию, ощущение духоты, — запертой или закрытой комнаты, склепа, могилы, подземелья — присутствует во многих новеллах Эдгара По.

## Литературное влияние
Говоря о развитии идей, высказанных Эдгаром По в рассказах «Сердце-обличитель» и «Чёрный кот», а также об использовании схожих литературных приёмов, исследователи в первую очередь обращаются к творчеству русского писателя Фёдора Михайловича Достоевского, и это не случайно:

Лучшие вещи Эдгара По («Чёрный кот», «Маска Красной смерти», «Сердце-обличитель», «Бес извращённости») являются вещами столь эстетически совершенными, сколь и этически беспощадными, живыми вторжениями всё той же больной совести. Последнее сближает Эдгара По гораздо больше с нашим Достоевским, чем с любым из эпигонов-стилизаторов его же школы.
— Эллис (Кобылинский). «Русские символисты», 1910
Достоевский ознакомился с рядом рассказов По во французских переводах Бодлера не позднее 1860 года. Прочитанное произвело на него настолько сильное впечатление, что в следующем году он включил переводы трёх рассказов в первый номер журнала «Время», который редактировал его брат Михаил. Характерен выбор двух из них: раздел открывается рассказом «Сердце-обличитель» и продолжается новеллой «Чёрный кот». Фёдор Достоевский лично написал предисловие к этой публикации, поставив в заслугу По «исключительное внешнее или психологическое положение» его героев, силу воображения, способность к убеждению читателя в возможности почти невероятных событий. Джоан Гроссман отмечает, что характеристика, представленная Достоевским, содержит «самые глубокие суждения о художественном методе По, какие к этому времени вообще были высказаны на любом языке».
В этом же номере журнала Достоевский начал публикацию романа «Униженные и оскорблённые» (1861). В описание героини романа — Нелли — он вводит следующую деталь:

Но особенно поразил меня странный стук её сердца. Оно стучало всё сильнее и сильнее, так что, наконец, можно было слышать его за два, за три шага, как в аневризме.
— Ф. М. Достоевский. «Униженные и оскорблённые»

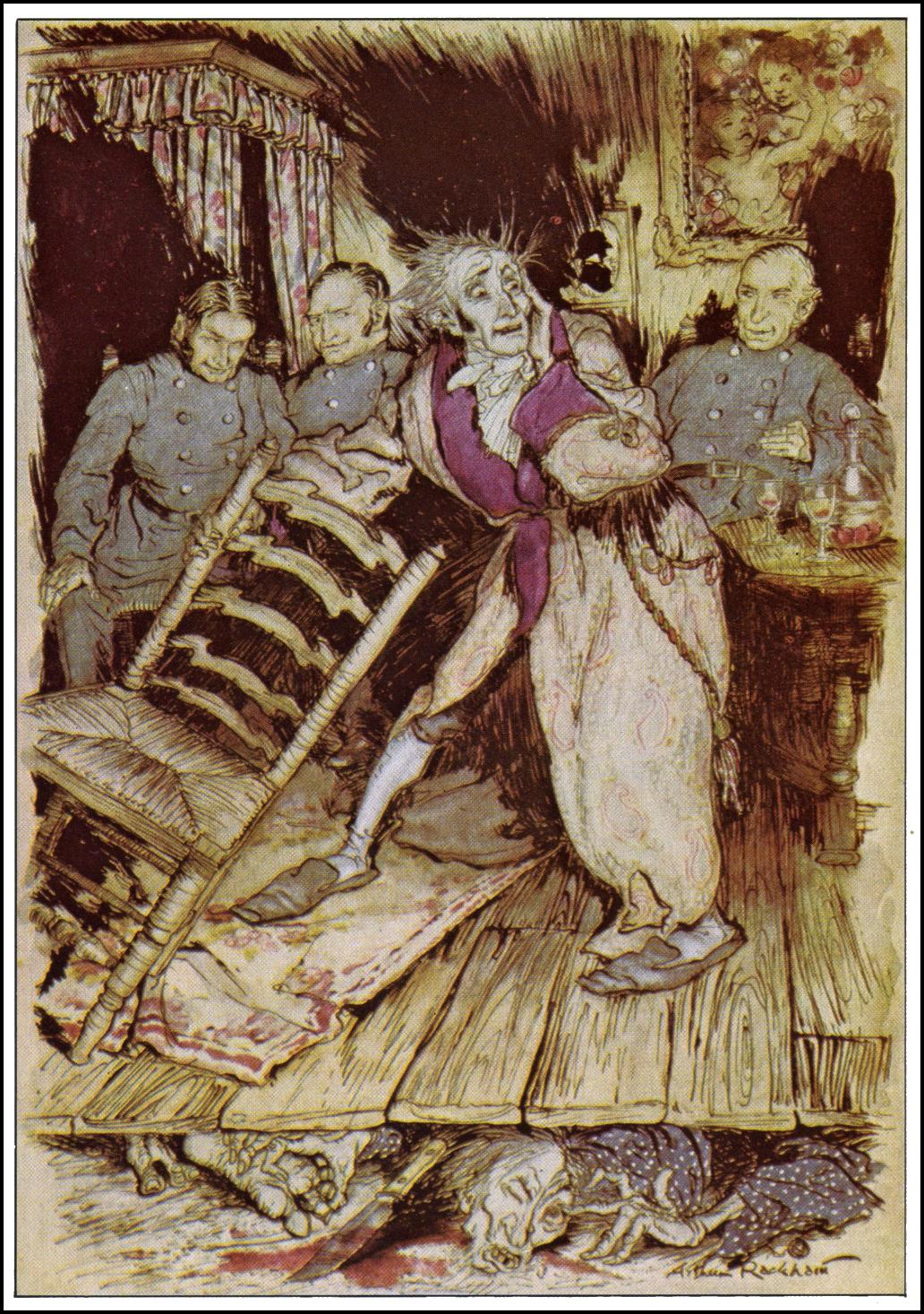
Кульминационная сцена истории в представлении Артура Рэкема (1935)

Само собой напрашивается сопоставление рассказа По с романом Достоевского «Преступление и наказание» (1866). Пересечений между двумя произведениями достаточно много, а тот факт, что Достоевский начал писать своё произведение в виде дневника (исповеди) убийцы, сближает их ещё больше. За основу фабулы романа Достоевский, как и По, берёт тему иррационального «идеального» преступления, когда убийцу может выдать только его собственная совесть. Обращают на себя внимание многочисленные сюжетные и художественные повторения. Родион Раскольников тоже тщательно планирует и обдумывает убийство, он даже сосчитал точное число шагов от своего жилища до дома старухи. За два дня до совершения преступления Раскольников проводит «генеральную репетицию» — герою По пришлось пройти через семь таких «репетиций». Непосредственно перед убийством Раскольников слышит стук собственного сердца и боится, что это может спугнуть жертву. Достоевский упоминает и «изощрённость чувств» Раскольникова, и его скрытое восхищение собственной предусмотрительностью и хитростью: «Эта минута отчеканилась в нём навеки, — он понять не мог, откуда он взял столько хитрости». Как и герой новеллы «Сердце-обличитель», Раскольников прислушивается к движениям старухи за дверью: он слышит малейшие шорохи её платья, в то время как жертва замирает от ужаса по ту сторону двери. Как и герой «Чёрного кота», Раскольников убивает своих жертв топором, причём второе убийство оказывается случайным. В обоих случаях можно говорить о двойном убийстве, так как кот для персонажа По значит гораздо больше, чем обычный домашний питомец, а в начале рассказа есть упоминание о том, что «все чёрные кошки — оборотившиеся ведьмы», и тут на ум приходит образ процентщицы Алёны Ивановны. Как и персонажи обоих упомянутых рассказов, Раскольников ведёт психологическую дуэль с полицией в лице следователя Порфирия Петровича. Наконец, как и герой новеллы «Бес противоречия», Родион Раскольников на многолюдной улице приходит к публичному признанию в убийстве.
Однако на этом арсенал изобразительных средств, использованных По для раскрытия психологического состояния своего героя, практически исчерпывается, как и размышления самого автора на эту тему. Образ Раскольникова гораздо объёмней и богаче, а проблематика, исследуемая Достоевским, — несравнимо шире и глубже, и причина этого далеко не только в формальной разнице между большим романом и коротким рассказом. Таким образом, уместно говорить не о копировании, а о поглощении одного произведения другим. Результатом такого поглощения, которое, по мнению Альфреда Бема, типично для творческой манеры Достоевского, становится рождение целого круга новых идей. Эдгару По в принципе чуждо гуманистическое чувство, он даже не пытается ставить нравственные вопросы, а у Достоевского они составляют основу романа. Находящийся только на грани психического нездоровья петербургский студент Раскольников вечно сомневается, постоянно рефлексирует, в то время как обезличенный и явно безумный убийца из рассказа американского писателя действует как автомат. В романтическую эпоху По проблема «сверхчеловека» даже не была сформулирована, хотя его герой, очевидно, считает себя человеком незаурядным: «Сумасшедшие ничего не смыслят. А посмотрели бы вы на меня!» Достоевский же, будучи виднейшим представителем реализма в литературе, постоянно обращается к понятию «сверхчеловеческого», дающего индивиду право раздвинуть границы принятых норм. Ни один из трёх героев По, в отличие от Раскольникова, не приходит к подлинному раскаянию, механизм их признаний совершенно иной, хотя о более или менее сформированном и сознательном чувстве вины можно говорить и в их случаях. Наконец, Достоевский в романе «Преступление и наказание» ничего не говорит о любви убийцы к своей жертве — напротив, Раскольников каждой клеткой своего существа ненавидит и презирает старуху. Эта, пожалуй, единственная психологическая деталь рассказа «Сердце-обличитель», не использованная Достоевским в «Преступлении и наказании», была успешно вплетена им в основу другого романа — «Братья Карамазовы» (1880). Прослеживается развитие идеи: от «любил, но убил» в «Сердце-обличителе» через «любил, потому и убил» в «Чёрном коте» до «кто не желает смерти отца?» в «Братьях Карамазовых» (и здесь уместно вспомнить, что многими критиками старик из рассказа По рассматривается именно как отец убийцы), откуда уже не так далеко до понятия «эдипова комплекса», гораздо позже введённого Зигмундом Фрейдом.
Параллели в творчестве американского романтика По и русского реалиста Достоевского отмечались уже во второй половине XIX века, причём сначала в англоязычной печати, так как Достоевский получил признание и стал предметом серьёзного изучения на Западе значительно раньше, чем По — в России. В 1881 году лондонский еженедельник The Academy откликнулся на смерть Достоевского некрологом, в котором сказано:

Он не имел себе равных в исследовании чувства — правда, чувства всегда с налётом патологического, что характеризует его произведения. Это в полной мере относится к тому, как изображено раскаяние убийцы в «Преступлении и наказании», достигающее ещё больших высот в «Братьях Карамазовых». Мрачный колорит, которым он окутывает свои истории, и чары, которыми завораживает читателя, весьма напоминают нам Эдгара По.

Благодаря этой болезненности оба писателя получили признание среди представителей литературного движения декадентов, которые находились в активном поиске собственных корней. Произошло это на рубеже XIX—XX веков в результате стараний символистов (прежде всего Константина Бальмонта и Александра Блока). Бальмонт раньше других русских литераторов взялся за систематическое переложение произведений По на русский язык, обильно сопровождая свои переводы комментариями и критическими публикациями. Сообщество символистов получило всестороннее, хоть и несколько субъективное, «авторское», представление о творчестве американского классика. Что касается Блока, то в начале 1910-х годов он объявил Эдгара По литературным «подземным течением в России». Если Достоевский был признан символистами «первым декадентом», то Эдгар По получил звание «первого пророка символизма» — неудивительно, что после такого сближения он стал одним из маяков для ряда деятелей Серебряного века. Джоан Гроссман обнаруживает мотивы, свойственные для произведений По, в творчестве многих русских писателей первой половины XX века. Влияние новеллы «Сердце-обличитель» отчасти проявилось в рассказе Леонида Андреева «Ложь» (1900), написанном в виде исповеди убийцы, стремившегося уничтожить неискренность в отношениях с любимой женщиной, но вместо этого зарезавшего её саму. Убийца много говорит о глазах своей жертвы, в которых и жила ненавистная ему ложь:

…Наклонившись, я заглянул в её мертвые глаза. Большие, жадные к свету, они остались открытыми и были похожи на глаза восковой куклы — такие же круглые и тусклые, точно покрытые слюдой. Я мог трогать их пальцами, закрывать и открывать, и мне не было страшно, потому что в чёрном, непроницаемом зрачке уже не жил тот демон лжи и сомнений, который так долго, так жадно пил мою кровь.

О любви Леонида Андреева к творчеству По свидетельствовал Максим Горький. В рассказе «Мысль» (1902) Андреев совмещает мотивы «Сердца-обличителя» и «Преступления и наказания». Это исповедь очередного «сверхчеловека», доктора Керженцева, задумавшего и осуществившего весьма оригинальное «идеальное» преступление: он убил своего друга Алексея Савёлова за то, что он, женившись на Татьяне Николаевне, посмел сделать её счастливой.

Я не помню, когда впервые пришла мне мысль убить Алексея. Как-то незаметно она явилась, но уже с первой минуты стала такой старой, как будто я с нею родился. <…> Плохи у него были одни глаза — бледные, без огня и энергии.

Месть Керженцева направлена прежде всего на женщину, поэтому обязательными её условиями оказываются очевидность совершённого преступления, а также безнаказанность преступника — эта схема «идеальной» мести восходит к рассказу Эдгара По «Бочонок амонтильядо». План Керженцева заключался в симуляции психического расстройства: он рассчитывал заранее создать себе репутацию человека, склонного к припадкам. Когда такая репутация была создана, Керженцев открыто убил Савёлова в присутствии Татьяны Николаевны, и только она одна, хорошо знавшая убийцу, понимала, что его припадки были лишь спектаклем для создания алиби. Однако уже после убийства Керженцеву пришла в голову мысль, полностью сбившая его с толку: кто он — выдающийся интеллектуал, симулировавший сумасшествие для достижения своих целей, или безумец, выстроивший всю эту теорию, чтобы оправдать перед самим собой немотивированное убийство? Джоан Гроссман отмечает, что если первая половина вопроса — «сверхчеловек ли я?» — задаётся героем вполне по Достоевскому, то вторая — «так я сумасшедший?» — восходит непосредственно к Эдгару По.

## Постановки и экранизации
Рассказ «Сердце-обличитель» — одно из самых экранизируемых произведений Эдгара По: согласно базе IMDB, сюжет «Сердца-обличителя» был использован более чем в 40 кино-, теле- и видеофильмах.
- Часовой фильм Дэвида Гриффита «Совесть-мститель, или «Не убий»» (1914) основан на поэме Эдгара По «Аннабель Ли» и этом рассказе.
- Фильм 1928 года был поставлен Чарльзом Клейном[нем.] и Леоном Шамроем, в главных ролях снялись Отто Матьесон и Карл Дарваш. Продолжительность картины составляет 24 минуты, сюжет её очень близок к тексту Эдгара По[21].
- Французский кинорежиссёр Жюль Дассен снял по рассказу свой дебютный короткометражный фильм в 1941 году[68].
- Анимационная лента Теда Пармли (текст читает Джеймс Мейсон) 1953 года внесена в Национальный реестр фильмов[69].
- Британская картина 1960 года, в сюжете которой присутствует любовный треугольник, снята по мотивам новеллы[70].
- В телевизионном моноспектакле An Evening of Edgar Allan Poe 1970 года Винсент Прайс читает рассказы «Сердце-обличитель», «Сфинкс», «Бочонок амонтильядо», «Колодец и маятник».
- В 1997 году Хэл Уилнер[англ.] спродюсировал двойной альбом в жанре spoken word под названием Closed on Account of Rabies[англ.], для которого известные музыканты читали рассказы Эдгара По. Рассказ «Сердце-обличитель» прочёл Игги Поп[71].
- В 2009 году был выпущен фильм «Обличитель» по мотивам рассказа, срежиссированный Майклом Куэста[72]. Продюсерами стали Ридли и Тони Скотты, а главную роль исполнил Джош Лукас[73].
- Получасовой триллер TELL[англ.] (2012) был снят всего за 2000 долларов, бесплатно распространялся через YouTube, но оказался весьма успешным[74].
- Существуют американский[75] и канадский[76] радиоспектакли по этому рассказу Эдгара По.

## Отражение в массовой культуре

### Музыка
- Французская арфистка и композитор Анриетта Ренье написала произведение для арфы под названием «Фантастическая баллада: по Сердцу-обличителю Эдгара По» (Ballade Fantastique: d’après «Le Coeur Révélateur» d’Edgard Poe). Во время его исполнения звук ударов сердца имитируется с помощью этого инструмента[77][78].
- Композиция «The Tell-Tale Heart» с концептуального альбома Tales of Mystery and Imagination (1976) британской прог-рок группы The Alan Parsons Project основана на сюжете рассказа. В ней звучит высокий надрывный вокал Артура Брауна, а ритм песни имитирует учащённое биение сердца[79].
- Бывший участник группы The Velvet Underground Лу Рид в 2003 году, вдохновившись постановкой рассказа, записал сольный концептуальный альбом The Raven по произведениям Эдгара По. «The Tell-Tale Heart» — двухчастная композиция с этого диска[80].
- Американская группа Tourniquet, играющая христианский метал, включила композицию «The Tell-Tale Heart», текст которой основан на новелле По, в альбом Crawl to China[англ.] (1997)[81].
- Хорроркор-группа Insane Clown Posse в 1995 году записала композицию «Ol' Evil Eye», в тексте которой чередуются фрагменты рассказа и собственный рэп-текст, навеянный этим произведением[82].
- Мультиинструменталист Ментон Джей Мэтьюс, известный под сценическим именем Saltillo[англ.], в 2006 году выпустил экспериментальный альбом Ganglion, включающий композиции в жанрах электроники, неоклассики и трип-хопа. Инструментальная композиция «Blood and Milk» открывается словами чтеца: «Правда! Я нервозен, но почему вы думаете, что я сумасшедший?», затем звучат фразы «Слушайте спокойно. Я вам сейчас всё расскажу» и «Мои чувства очень остры, мой слух очень тонок. Но разве это делает меня сумасшедшим?»[83].

### Компьютерные игры
- В компьютерной игре The Dark Eye (1995), сюжет которой основан на творчестве Эдгара По, можно пройти путь персонажей рассказа «Сердце-обличитель», играя за Старика или за Убийцу[84].

### Сериалы
- В мультсериале «Симпсоны» рассказ пародируется в сериях «The Telltale Head» («Голова-обличитель»)[85] и «Lisa’s Rival»[86].
- В мультсериале «Губка Боб Квадратные Штаны» рассказ пародируется в 8 серии 1 сезона «Squeaky Boots» («Скрипящие сапоги»).
- В южнокорейском сериале «Полночный хоррор: 6 ночей» 1-я серия — «Дыра» снята по мотивам этого рассказа.